# 78 Piscium
78 Piscium är en gulvit underjätte som ligger i Fiskarnas stjärnbild.
78 Piscium har visuell magnitud +6,23 och är svagt synlig för blotta ögat vid mycket god seeing. Stjärnan befinner sig på ett avstånd av ungefär 135 ljusår.